# Johann Wacker
Johann Wacker (* 19. März 1868 in Gröningen; † 28. September 1934 in Stuttgart) war ein deutscher Pflanzenbauwissenschaftler.

## Leben
Geboren als Sohn eines Landwirts und Brauereibesitzers, studierte Johann Wacker von 1887 bis 1890 Landwirtschaft an der Landwirtschaftlichen Akademie Hohenheim, wo er Mitglied der Akademischen Gesellschaft Gemütlichkeit, des späteren Corps Germania, wurde. In den folgenden Jahren übte er Tätigkeiten als Landwirtschaftslehrer, Gutsverwalter und Saatgutinspektor aus. 1895 ging er an die Universität Leipzig, wo er 1898 am Botanischen Institut bei W. Pfeiffer zum Dr. phil. promoviert wurde. 1897 wurde er mit der Errichtung einer landwirtschaftlichen Winterschule in Leonberg beauftragt, die er bis 1907 leitete. Daneben war er landwirtschaftlicher Sachverständiger in der Beratung und Verwaltung.
1907 wurde Wacker als Nachfolger von Carl Fruwirth zum Professor für Pflanzenbaulehre der Landwirtschaftlichen Hochschule Hohenheim und zum Leiter der Württembergischen Landessaatzuchtanstalt berufen. Schwerpunkte seiner wissenschaftlichen Tätigkeit waren die Anlage und Auswertung regionaler Sortenversuche sowie die Saatguterzeugung. Die Ergebnisse seiner Arbeiten veröffentlichte er regelmäßig im Württembergischen Wochenblatt für Landwirtschaft.

## Schriften
- Die Beeinflussung des Wachstums der Wurzeln durch das umgebende Medium, 1898
- Die Ölfrüchte, 1909, 2. Auflage 1917, 3. gänzlich neubearbeitete Auflage 1934
- Neuzeitlicher Ackerbau, 1913
- Die mechanische Saatgutzubereitung bei Getreide und Hülsenfrüchten und ihr Einfluß auf Menge und Güte der Ernte, 1913, 2. Auflage 1925
- Anbau- und Düngungs- sowie Düngerverteilungspläne zum Gebrauch in landwirtschaftlichen Groß- und Kleinbetrieben nebst einer Anleitung zur Aufstellung von Düngungsplänen für verschiedene Verhältnisse, 1914
- Der Handelsgewächsbau, 1917
- Die Landwirtschaft im Kriege!, 1917
- Beispielwirtschaften für die sachgemäße Anwendung der Handelsdünger